# Lasino
Lasino és un antic municipi italià, dins de la província de Trento. L'any 2007 tenia 1.283 habitants. Limitava amb els municipis de Calavino, Cavedine, Dro i Trento.
L'1 de gener 2016 es va fusionar amb el municipi de Calavino creant així el nou municipi de Madruzzo, del qual actualment és una frazione.

## Administració
| Període | Identitat                | Partit         |
| ------- | ------------------------ | -------------- |
| 2005-   | Mario Celestino Zambarda | Centreesquerra |